# Megaleruca t-nigrum
Megaleruca t-nigrum es una especie de insecto coleóptero de la familia Chrysomelidae.
Fue descrita científicamente en 1868 por Bertoloni.